# Lucile Desmoulins
Anne Lucile Philippe Desmoulins, nacida Laridon Duplessis (París, 18 de enero de 1770 - París, 13 de abril de 1794), fue la esposa del periodista y revolucionario francés Camille Desmoulins.

## Biografía
Fue hija de Claude Etienne Laridon Duplessis, oficial del Tesoro Francés, y de Anne Françoise Marie Boisdeveix. Su hermana, Adèle Duplessis, estuvo brevemente comprometida con Maximilien Robespierre.
Lucile conoció a Camille Desmoulins, diez años mayor que ella, cuando era adolescente y éste era admirador de su madre. Cuando Camille pretendió casarse con ella en marzo de 1787, el padre de Lucile se opuso al matrimonio. Pocos años después, en julio de 1789, se produjo la Toma de la Bastilla, acontecimiento que Lucile documentó en sus diarios. 
Su padre accedió finalmente al enlace y ambos se casaron el 29 de diciembre de 1790 en la iglesia de San Sulpicio. Entre los asistentes a la boda se encontraban personalidades tales como Jérôme Pétion de Villeneuve, Jacques Pierre Brissot y Maximilien Robespierre (los tres después miembros de la Asamblea Nacional), así como el académico Louis Sébastien Mercier, quienes fueron testigos del matrimonio. El único hijo del matrimonio Desmoulins, Horace Camille, nació el 6 de julio de 1792, siendo Robespierre su padrino. Poco después del nacimiento de su hijo, Lucile escribió:

9 de agosto de 1792. ¿Qué será de nosotros? No puedo soportarlo más. Camille, mi pobre Camille, ¿qué será de ti? Oh Dios, si en verdad existes, salva a los hombres que son dignos de Ti. Queremos ser libres. (...) En el clímax de mi miseria, el coraje me abandona.

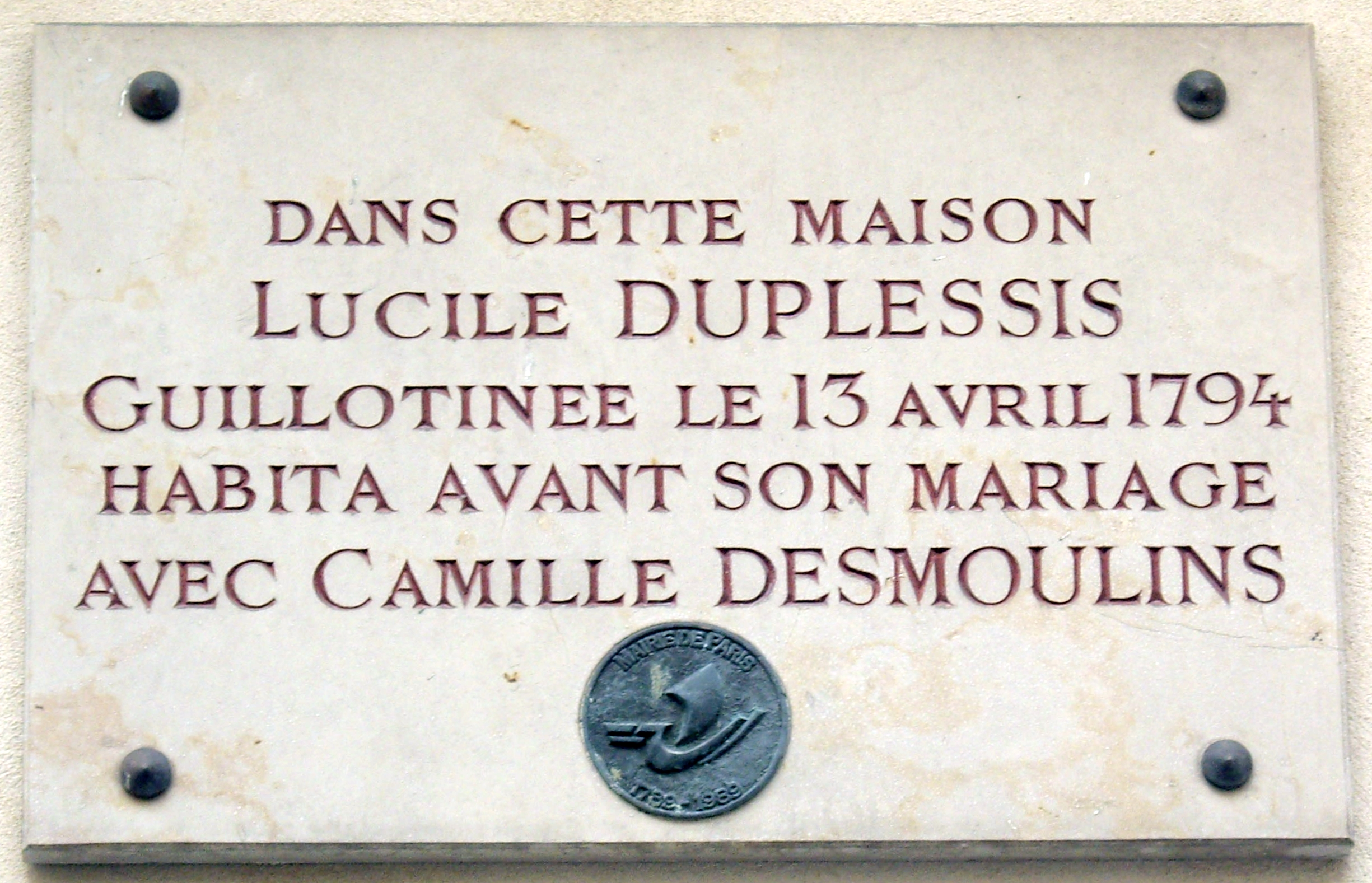
Placa en la calle Condé n°22 (VI Distrito de París), donde habitó junto a Camille Desmoulins.

El 4 de abril de 1794, Lucile Desmoulins fue arrestada bajo cargos de conspiración para liberar a su esposo (por aquel entonces preso junto a Georges Danton) y de planear la ruina de la República. Camille Desmoulins fue ejecutado el mismo día en que su esposa fue detenida, siendo ella misma ejecutada en la guillotina el 13 de abril de 1794. Poco antes de su ejecución, Lucile dijo: "han asesinado al mejor de los hombres. Si no los odié por ello, debería bendecirlos por el servicio que me han prestado este día".
Tras la muerte de sus padres, Horace Camille Desmoulins fue criado por la madre y la hermana de Lucile. Emigró a Haití en 1817, donde murió en 1825.